# Paranticoma tubuliphora
Paranticoma tubuliphora är en rundmaskart som beskrevs av Christian Wieser 1953. Paranticoma tubuliphora ingår i släktet Paranticoma och familjen Anticomidae. Inga underarter finns listade i Catalogue of Life.